# Weniamin Igorewitsch Tajanowitsch
Weniamin Igorewitsch Tajanowitsch (russisch Вениамин Игоревич Таянович; * 6. April 1967 in Ufa, Sowjetunion) ist ein ehemaliger russischer Schwimmer.

## Karriere
Tajanowitsch gab sein internationales Debüt bei den Goodwill Games 1986, wo er mit der 4 × 200-Meter-Freistilstaffel die Goldmedaille gewann. Bei den Europameisterschaften 1987 sicherte er sich Bronze mit der 4 × 100-Meter-Freistilstaffel. 1991 wurde er bei den Europameisterschaften mit den Staffeln über 4 × 100 und 4 × 200 m Freistil jeweils Europameister. Bei den Weltmeisterschaften 1991 gewann er Bronze mit der 4 × 100-Meter-Freistilstaffel und Silber mit der 4 × 100-Meter-Lagenstaffel. Seine besten Einzelplatzierungen erreichte er 1991 mit jeweils Rang fünf über 200 Meter Freistil bei EM und WM. Zudem wurde bei der EM 1991 mit der 4 × 100-Meter-Freistilstaffel ein Europarekord aufgestellt, der bis 1996 erhalten blieb.
Bei den Olympischen Spielen 1992 in Barcelona, für das Vereinte Team startend, gewann Tajanowitsch Gold mit der 4 × 200-Meter-Freistilstaffel und Silber mit der 4 × 100-Meter-Freistilstaffel. Im Finale über 4 × 200 Meter stellte die Staffel einen neuen Weltrekord auf, der bis 1998 Bestand hatte und bis 2001 auch als Europarekord galt.
Auf nationaler Ebene gewann Tajanowitsch mehrfach sowjetische Meistertitel, darunter 1989 und 1990 über 200 Meter Freistil sowie 1985 und 1992 mit der 4 × 200-Meter-Freistilstaffel.
Für seine Erfolge wurde er 1992 mit dem Titel Verdienter Meister des Sports der UdSSR geehrt. Nach seiner aktiven Karriere gründete er 2014 eine eigene Schwimmschule in Ufa.